# ヴァガニコヴォ墓地

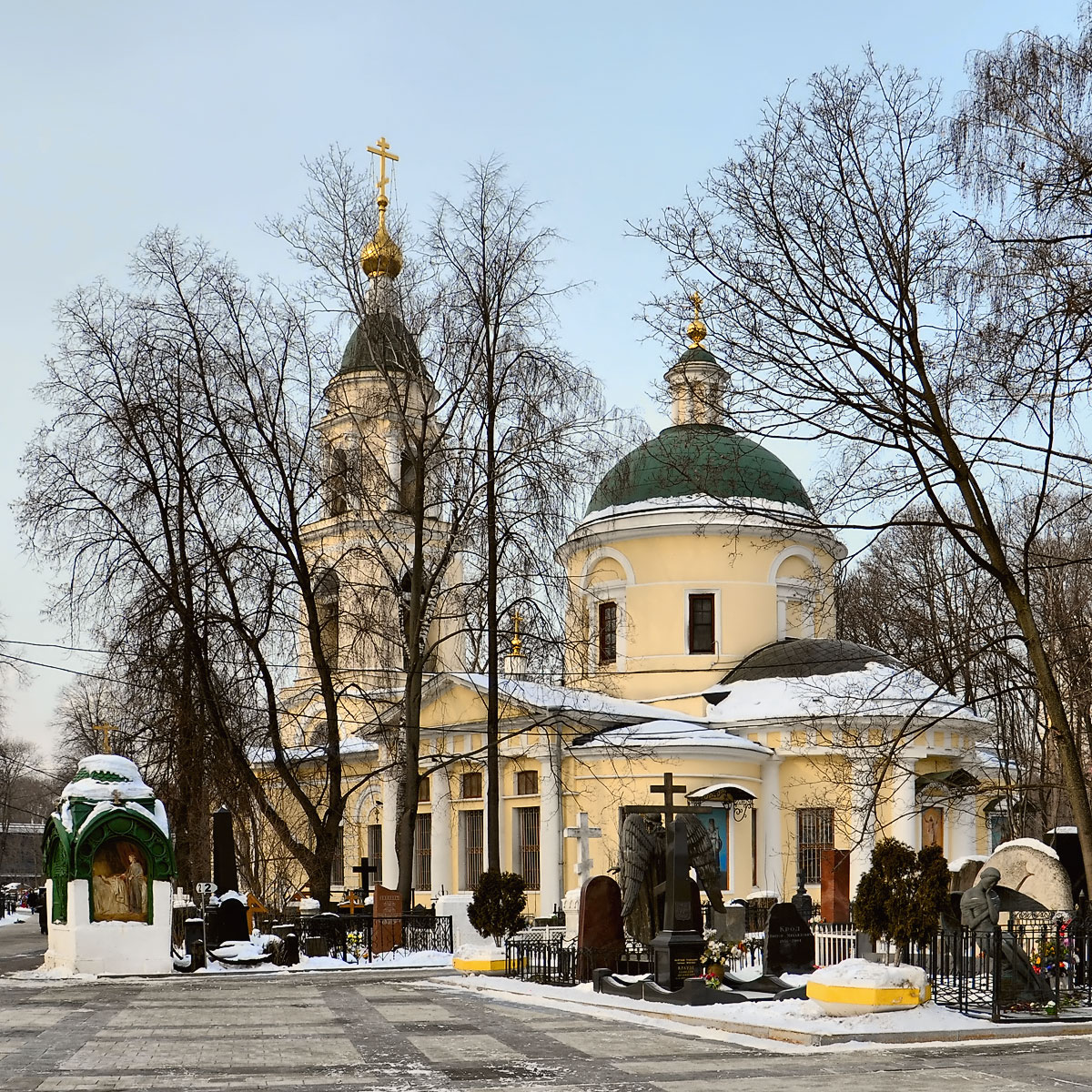
ヴァガンコヴォ墓地内のロシア正教会

ヴァガニコヴォ墓地（ヴァガニコヴォぼち、ロシア語: Ваганьковское кладбище）は、ロシアの首都モスクワ北西郊外のプレスニャ地区にある共同墓地で、モスクワ最大の墓地である。

## 概要
ヴァガニコヴォ墓地はロシアの首都モスクワ北西郊外のプレスニャ地区にある共同墓地で、モスクワ3号環状道路に接している。もともと、エカチェリーナ2世治世下で起こった1771年モスクワの腺ペストの流行事件（1771 Moscow Plague）で、この伝染病の拡大を防ぐために市内での死者の埋葬が禁止されて、市郊外での墓地として始まった。
この墓地には、これまで50万人が埋葬されたと推定されており、2010年現在既存の墓は100,000を超えている。それはロシアの歴史上の悲劇、ボロジノの戦い、モスクワの戦い、ホディンカの悲劇（Khodynka Tragedy）からの大量の墓があるからである。また、ロシアの芸術・スポーツ関係の人々、旧ソビエト連邦時代の多くの人々の集団墓地でもあり、大粛清の時には墓守りたちはウォトカをあおってから、泣いて助けを乞う囚人たちを処刑したという。
1819年から1823年にかけて、ヴァガニコヴォ墓地にはモスクワ風帝政様式のいくつかの正教会が建てられている。

## 有名人の墓
次のような有名人の墓がある。
- ウラジーミル・ダーリ
- ワシーリー・スリコフ
- セルゲイ・エセーニン
- ヴラジーミル・ヴィソツキー[4]
- リュドミラ・パホモワ
- ブラート・オクジャワ
- アルトゥール・エイゼン